# Grégori Brachard
Pour les articles homonymes, voir Brachard.
Grégori Brachard est un joueur français de volley-ball né le 17 mai 1980. Il mesure 1,98 m et joue central.

## Clubs
| Club                | Pays   | De        | À         |
| ------------------- | ------ | --------- | --------- |
| Montpellier UC      | France | 1999-2000 | 1999-2000 |
| Aix UC              | France | 2005-2006 | 2006-2007 |
| Marseille Volley 13 | France | 2007-2008 | 2007-2008 |
| Montpellier UC      | France | 2009-2010 | …         |

## Palmarès
- Coupe de France
  - Finaliste : 2010